# زبان‌های کرا-دای
زبان‌های کرا-دای (انگلیسی: Kra–Dai) که با نام‌هایی همچون تای-کادای (انگلیسی: Tai–Kadai)، دایک (انگلیسی: Daic)، و کادای (انگلیسی: Kadai) نیز شناخته می‌شوند، یک خانوادهٔ زبانی از زبان‌های بسیار نواخت‌بر در جنوبِ چین، شمال باختریِ هند، و آسیای جنوب شرقی است. زبان‌های تایلندی و لائو که به ترتیب زبان‌های ملیِ تایلند و لائوس هستند نیز در همین خانوادهٔ زبانی جای دارند. این خانوادهٔ زبانی چیزی نزدیک به ۱۰۰ میلیون گویشور در سراسر جهان دارد. اتنولوگ ۹۵ زبان را در این خانواده فهرست کرده که ۶۲ تایشان در شاخهٔ تای جای گرفته‌اند.
گوناگونیِ زبان‌های کرا-دای در چین جنوبی، و به ویژه در گوئیژو و هاینان، نشان می‌دهد که این ناحیه باید به اورهایمات (میهنِ اصلیِ نیازبانِ یک خانوادهٔ زبانی) بسیار نزدیک باشد. تنها نزدیک به یک هزار سال پیش بود که شاخهٔ تای به سوی جنوب پیش رفت و در آسیای جنوب شرقی، جایی که پیشتر قلمروی زبان‌های آستروآسیایی بود، جایگیر شد و ملت‌های تایلند و لائوس را پدیدآورد.

## دسته‌بندی درونی
خانوادهٔ زبان‌های کرا-دای دارای پنج شاخهٔ هلای (یا لای)، کرا، کام-سوی، تای، و اونگ‌به است. پراکنشِ جغرافیایی این شاخه‌ها به ترتیب زیر است:
- اونگ‌به (هاینان)
- کرا (چین جنوبی، ویتنام شمالی؛ در اتنولوگ کادای نامیده شده‌است)
- کام-سوی (سرزمینِ اصلیِ چین)
- هلای (هاینان)
- زبان‌های تای (چین جنوبی و آسیای جنوب شرقی)

در ۱۹۴۲، پل ک. بندیکت (به انگلیسی: Paul K. Benedict) سه زبان از شاخهٔ زبان‌های کرا به نام‌های گلائو، لاکوا، و لاچی را به همراه زبان هلای در یک گروه جداگانه جای داد و خودش نامِ کادای (به انگلیسی: Kadai) را بر آن گذاشت؛ ka در گلائو و لاکوا به معنیِ «شخص» و Dai یک خودنام برای زبان هلای است. او سپس یک گروه‌بندی ژنتیکی برای زبان‌های تای، کادای و مالایو-پلی‌نزیایی پیش‌نهاد.

## خویشاوندی‌های بیرونی
پیشتر، زبان‌های کرا-دای را بخشی از خانوادهٔ زبان‌های چینی-تبتی می‌دانستند، ولی امروزه - بیرون از کشور چین - این دو خانواده را ناوابسته می‌دانند. اگرچه این دو خانوادهٔ زبانی شمار زیادی واژهٔ همسان دارند ولی چنین واژه‌های همسانی به ندرت در همهٔ شاخه‌های این خانواده دیده شده، و نیز مجموعه واژگانِ پایه‌ای زبان را دربرنمی‌گیرد، که نشان‌دهندهٔ این است که این واژه‌های همسان در واقع وام‌واژه‌های کهن هستند.
چند تن از دانشورانِ غربی شواهدی پیش‌نهاده‌اند که زبان‌های کرا-دای خویشاوند یا شاخه‌ای از خانوادهٔ زبان‌های آسترونزیایی هستند. شماری از واژه‌های هم‌ریشهٔ احتمالی در مجموعه واژگانِ آنها وجود دارد. در میانِ هوادارانِ این نگره هنوز توافقی وجود ندارد که آیا این زبان‌ها گروهِ خواهرِ زبان‌های آسترونزیایی در خانوادهٔ زبان‌های آسترو-تای هستند، زادهٔ مهاجرتِ بازگشتیِ زبان‌های فرمزی از تایوان به سرزمینِ اصلی هستند، یا زادهٔ مهاجرتِ پسینِ زبان‌های آسترونزیایی در خلالِ دورهٔ گسترششان از فیلیپین به هاینان.
نگرهٔ زبان‌های آستوریک می‌گوید که میانِ زبان‌های آسترونزیایی و آستروآسیایی پیوندی هست.
در چین زبان‌های کرا-دای را زبان‌های ژوانگ-دونگ نامیده و آنها را به همراهِ زبان‌های میائو-یائو خویشاندِ زبان‌های چینی-تبتی می‌دانند. در میان دانشورانِ چینی هنوز این بحث جریان دارد که آیا زبان‌های کرا همچون گلائو، لاکوا (کابیائو)، و لاچی را باید در گروهِ زبان‌های ژوانگ-دونگ جای داد یا نه؛ چرا که این زبان‌ها چنان همسانی‌هایی که باعث شده دیگر زبان‌های خانوادهٔ ژوانگ-دونگ را بخشی از زبان‌های چینی-تبتی بدانند، با زبان‌های چینی-تبتی ندارند.